# Loi belge du 13 décembre 1889 sur le travail des femmes et des enfants
 (mai 2022).
La mise en forme du texte ne suit pas les recommandations de Wikipédia : il faut le « wikifier ».
Les points d'amélioration suivants sont les cas les plus fréquents :
- Les titres sont pré-formatés par le logiciel. Ils ne sont ni en capitales, ni en gras.
- Le texte ne doit pas être écrit en capitales (les noms de famille non plus), ni en gras, ni en italique, ni en « petit »…
- Le gras n'est utilisé que pour surligner le titre de l'article dans l'introduction, une seule fois.
- L'italique est rarement utilisé : mots en langue étrangère, titres d'œuvres, noms de bateaux, etc.
- Les citations ne sont pas en italique mais en corps de texte normal. Elles sont entourées par des guillemets français : « et ».
- Les listes à puces sont à éviter, des paragraphes rédigés étant largement préférés. Les tableaux sont à réserver à la présentation de données structurées (résultats, etc.).
- Les appels de note de bas de page (petits chiffres en exposant, introduits par l'outil «  Source ») sont à placer entre la fin de phrase et le point final[comme ça].
- Les liens internes (vers d'autres articles de Wikipédia) sont à choisir avec parcimonie. Créez des liens vers des articles approfondissant le sujet. Les termes génériques sans rapport avec le sujet sont à éviter, ainsi que les répétitions de liens vers un même terme.
- Les liens externes sont à placer uniquement dans une section « Liens externes », à la fin de l'article. Ces liens sont à choisir avec parcimonie suivant les règles définies. Si un lien sert de source à l'article, son insertion dans le texte est à faire par les notes de bas de page.
- La présentation des références doit suivre les conventions bibliographiques. Il est recommandé d'utiliser les modèles {{Ouvrage}}, {{Chapitre}}, {{Article}}, {{Lien web}} et/ou {{Bibliographie}}. Le mode d'édition visuel peut mettre en forme automatiquement les références.
- Insérer une infobox (cadre d'informations à droite) n'est pas obligatoire pour parachever la mise en page.

Pour une aide détaillée, merci de consulter Aide:Wikification.
Si vous pensez que ces points ont été résolus, vous pouvez retirer ce bandeau et améliorer la mise en forme d'un autre article.
La loi du 13 décembre 1889 relative au travail des enfants et des femmes réglemente le travail des enfants et des femmes en Belgique. Elle introduit une limite d’âge discriminatoire basée sur le sexe pour l’accès aux travaux industriels. 

## Loi

### Contexte historique
La Belgique, au XIXe siècle, a été un des pays les plus industrialisés d’Europe de l’Ouest et la question du travail des femmes et surtout des enfants était importante. Ainsi, le législateur Charles Woeste a pour objectif d’instaurer une loi pouvant moraliser les ouvriers, instaurer des conditions hygiéniques favorables ainsi que de mettre un terme aux abus blessants les travailleurs dans les lieux de travail. Le législateur souhaite protéger les travailleurs ainsi que la Société des mauvaises conditions du travail et de l’impact qu’il peut avoir sur chacun.
L’apparition de cette loi est due partiellement par la prise en compte de la matérialité des conditions de travail et de vie des ouvriers par des enquêtes effectuées à la suite d'émeutes violentes d’ouvriers dans les provinces de Liège et du Hainaut en mars 1886.  
La loi du 13 décembre 1889 est la première loi à réglementer le travail des femmes et des enfants. Elle a pour but de mettre un terme aux situations catastrophiques pour certaines catégories de travailleurs et travailleuses. Cette loi présente 20 articles de loi et inclut une disposition transitoire. 
Elle est considérée comme un « acte fondateur » du droit de travail puisqu’elle est la première à légiférer le travail des enfants et adolescents ainsi que les femmes. Elle vise essentiellement le travail des mineurs, filles ou garçons. Néanmoins, il y a seulement un article qui touche le travail des femmes adultes, cela concerne l’interdiction du travail souterrain et le droit au congé maternité.
À l’époque, l’esprit prédominant des classes ouvrières se manifeste par l’association des enfants à la force de travail.  Au plus bas de l’échelle sociale il y a souvent la présence d’enfants « non qualifiés et donc sous-payés ». En outre, le recours à ces derniers a favorisé à la floraison de l’industrie. Enfin, le travail des enfants est à mettre en parallèle à celui des femmes dans un sens puisqu’ils procèdent aux mêmes tâches.
En Belgique, l’égalité au travail prime sur l’obtention des droits de vote des femmes.
Premièrement, il y a un modèle patriarcal important. Ce qui implique à « idéaliser le modèle familial traditionnel ». En effet, la femme est réduite à sa fonction de mère et à l’entretien du bon logis, la religion et les coutumes soutenaient cette conception. L’approche vers une certaine égalité avec les hommes reste une illusion. L’idée est que le travail féminin s’explique par le fait que l’époux n’arrive point à satisfaire les besoins de sa famille. Cependant, elles travaillent même en tant qu’épouse et mère de famille. Cela heurtait encore moins pour ce qui concerne les femmes du peuple. 
Pourtant dans certains cas, le respect d’un certain nombre de conditions permet aux épouses et aux mères de cesser leurs activités professionnelles. Les conditions de travail pour les femmes restes désastreuses et cela est notamment lié aux nouveaux modes de production. À la suite des révolutions industrielles, le développement des usines ne fait qu’accentuer la pénibilité des activités féminines. Elles ne bénéficient dès lors d’aucune protection quelconque et "aucun encadrement est mis en place". Les organisations en leur faveur sont peu nombreuses. Les femmes exigent donc clairement des droits. Toutefois, petit à petit les femmes se penchent sur les questions de mixité et sur le travail des enfants. Plusieurs alternatives vont se développer pour améliorer la combinaison du travail féminin et son rôle au sein de la famille. Par ailleurs, il y a la création d’une crèche en 1845 à Bruxelles.  
Deuxièmement, un esprit de concurrence s’installe dans le monde ouvrier. En effet, les hommes craignent  que les femmes prennent leur emploi. Le travail féminin est fortement critiqué et il y a là une volonté de les écarter. Certes, il y a la présence d’une mixité mais de nombreuses revendications sont faites par les femmes tel que l’octroi d’un congé post-natal. En outre, le travail de ces femmes du peuple permettrait de fuir la pauvreté et de s’éloigner du modèle patriarcale<.
Enfin à cette époque, l’idée de non intervention de l’État est écartée et cela se concrétise avec l’adoption de la susdite loi.

## Élaboration de la loi
Le législateur a introduit cette loi de 1889 afin d’étendre le champ d’application sur 2 éléments : les travaux caractérisés comme dangereux, insalubre ou incommodes ainsi que le travail concernant l’aide de chaudières ou de moteurs et notamment sur la protection des personnes. Cette loi est élaborée afin d’introduire les conditions dans le travail de l’industrie et les mesures sur la protection des femmes et des enfants et de leur éviter la surexploitation et maltraitance.  

## Champ d'application
Une fois que cette réglementation législative est élaborée, il y a quelques difficultés d’application et d’interprétation qui se posent. 
La loi du 13 décembre 1889 sur le travail des femmes et des enfants débouche uniquement sur des propositions législatives minimalistes comme l’interdiction du travail dans les mines aux femmes et aux filles ainsi la même interdiction pour le travail de nuit ; une fixation de l’âge d’admission au travail à 12 ans ; une mise en place d’une inspection en vue de faire respecter ces dispositions.
Cette législation de 1889 a la particularité de réglementer le travail matériel et régit le travail industriel. Le travail industriel est difficile à définir néanmoins il est à supposer qu'il s'agit de « toute réunion d’ouvriers qui travaillent soit pour leur compte collectif, comme dans les briqueteries, soit pour des tiers, des patrons ».
Les établissements restant en dehors du champ d’application de la loi sont principalement les établissements qui n’ont pas le « caractère industriel » et d’autres établissements comme les ateliers de famille exclus par une disposition expresse à l’action de la loi. Les travaux considérés comme non-industriel sont : le travail commercial (à condition que les enfants et les femmes employés à la vente travaillent également dans la fabrication), les travaux domestiques (sauf dans les usines où le nettoyage des locaux ou matériel), les travaux de l’agriculture et de l’horticulture, le travail intellectuel ; scientifique ou artistique, le travail dans les théâtres sédentaires et forains et le travail dans les petits ateliers de tailleurs, cordonniers, modistes, et coiffeurs.
Il y a lieu d’énumérer notamment les travaux industriels mais non régis par la loi comme l’atelier de famille. En effet, l’article 1 de la loi du 13 décembre 1889 prévoit que « les travaux effectués dans les établissements où ne sont employés que les membres de la famille, sous l’autorité, soit du père ou de la mère, soit du tuteur, pourvu que ces établissements ne soient pas classés comme dangereux, insalubres ou incommodes ou que le travail ne s’y fasse pas à l’aide de chaudière à vapeur ou de moteur mécanique ». L’exception vise à que l’établissement ne se compose que de membre de la famille.
Ainsi, ladite loi restreint le champ d’application aux grandes industries : carrières, mines, chantiers, manufactures, industries dangereuses et insalubres, ports et transports. De plus, elle introduit un principe de discrimination entre les sexes concernant les mineurs d’âges tout en maintenant l’égalité entre les travailleurs majeurs.

## Mesures de protection des personnes visées par la loi
Cette législation prévoit la protection des personnes travaillant pour un tiers et cela est prévu à l’article 3 de cette loi de 1889. En effet, il y a des mesures de protection en faveur « des garçons âgés de moins de 16 ans et des filles de plus de 16 ans et de moins de 21 ans lorsqu’il s’agit de travaux fatigants, dangereux ou insalubres ». L’article 5 de cette même loi prévoit la protection des femmes de plus de 21 ans qui sont sur le point d’accoucher. Il est important de préciser ici que lorsque le législateur vise à distinguer les « filles et les femmes » il s’agit des femmes mariées et des jeunes filles et lorsqu’il parle des enfants et des adolescents il vise les filles et garçons.
Il y a donc lieu de comprendre que le législateur vise à protéger « les garçons de 12 à 16 ans et les filles et les femmes de 12 à 21 ans ». 
Cette loi est également une protection sociale pour les belges employés au-delà des frontières si elles ont été employées par des belges.. Il est tenu d'ajouter, qu’elle protège également les personnes employées par des belges et des non-belges en Belgique.

### Repos
Les travailleurs ont des jours de repos en vertu de l’article 7 de la loi du 13 décembre 1889. Il dispose que « les enfants et adolescents de moins de 16 ans ainsi que les filles ou les femmes de plus de 16 ans  et de moins de 21 ans , ne peuvent pas être employés au travail plus de six jours par semaine ».
Le repos pour les femmes ayant accouché est prévu à l'article 5 de la loi 1889. Cet article concerne toutes les femmes peu importe l’âge, la situation civile, que l’enfant soit né vivant et viable ou pas. Les femmes avaient tendance à revenir quelques jours après leur travail pour ne pas se voir privées de leur salaire et de leur emploi.

## Mesures d'exécution

### Arrêtés royaux d'exécution
Le Roi octroie une autorisation d'employer des personnes au travail de nuit pour un assez grand nombre d'industrie. Seuls les arrêtés royaux du 29 novembre 1898 sur les fabriques de produits émaillés et du 15 novembre 1893 sur les mines de houilles réglementent le travail de nuit. 
Tout ce qui autorise le travail de nuit et d'autres établissements prévu à la loi du 13 décembre 1889 sont prévus par les arrêtés royaux d’exécution suivants : 
- Arrêté royal du 26 décembre 1892 pour la fabrication du papier, du sucre, de la glacerie de laminoirs a Zinc, de la cristallerie et gobeleterie,
- Arrêté royal du 29 novembre 1898 réglemente la fabrique de produits émaillés, la fabrique de conserves de poissons,
- Arrêté royal du 31 décembre 1892 règlemente la fabrique de verre à vitres.
- Arrêté royal du 15 mars 1893 réglemente les mines et minières en ce qui concerne les travaux souterrains et les travaux à la surface. la fabrication de coke, les travaux souterrains dans les carrières, les usines métallurgiques régies par la loi du 21 avril 1810.

## Mesures d'ordre de la loi
L’article 10 de la loi 1889 dispose que les « travailleurs garçons de moins de 16 ans et les travailleuses filles de moins de 21 ans » doivent disposer d’un carnet délivré gratuitement auprès de l’administration communale. Le carnet a une grande utilité puisqu’il permet de connaître l’identité des travailleurs et notamment d’avoir accès aux parents afin de leur rendre l’enfant en cas d’abus des employeurs. L’alinéa 2 de l’article 10 dispose que « les carnets seront confectionnés d’après un modèle déterminé par l'arrêté royal  du 24 décembre 1889 ».
Ce carnet permet aux ouvriers d’entrer dans les établissements. En effet, l’article 13 de la loi prévoit qu’il faut être en possession du carnet et il est constaté par la Cour de cassation dans un arrêt en date du 24 avril 1899 que le seul moyen de garantir une protection aux travailleurs est d’être en possession du carnet en permanence et la simple possession du carnet ne permet pas de la garantir. 

## Distinction du travail des femmes et des enfants

### Travail des femmes
Concernant le travail des femmes, la loi dispose : la limitation de la durée du travail journalier ; le minimum d’âge d’admission au travail, un jour de repos hebdomadaire, l’interdiction du travail souterrain ; le repos post-natal de quatre semaines. Par ailleurs, le seul article qui traite explicitement le travail des femmes est celle de l’interdiction du travail de nuit pour les filles mineures jusqu’à l’âge de 21 ans et les garçons jusqu’à l’âge de 16 ans. En outre, tous les autres articles de la loi 1889 concernent le travail des enfants et les adolescents. En d’autres termes, la protection de la loi ne touche que la fille mineure jusqu'à 21 ans et 16 ans pour les garçons.

### Travail des enfants
Une estimation de 250 millions d’enfant âgées de 5 à 14 ans exerçant un emploi en Europe, qui vont de quelques heures de prestations après l’école à l’exploitation la plus inhumaine tel que l’esclavage. La naissance du travail des enfants au XIXe siècle en Belgique est liée à l’industrialisation et à la pauvreté dont notamment les premières manifestations apparaissent dans les années 1800. Par conséquent, la cause principale du travail des enfants est à rechercher dans la mise en place de la révolution industrielle, tel que la mécanisation ne requérant aucune formation spécialisée à une main d’œuvre non qualifiée et donc moins payée.
Cette loi vise énormément le travail des enfants. Dès le début de cette disposition l'enfant est au cœur de la loi de 1889. Comme il a été évoqué précédemment, le législateur vise les garçons âgés de 12 à 16 ans et les filles et les femmes âgées de 12 à 21 ans ni plus, ni moins. 
Le législateur tient à ce que la loi soit parfaitement respecté quant à l'âge des personnes. 
Un contrôle est prévu par l'article 12 de la loi 1889 et précise que des fonctionnaires seront désignés par le gouvernement afin de veiller à l'application de la loi. C’est ainsi avec l’arrêté royal du 6 novembre 1891 concernant les compétences et les pouvoirs de ces inspecteurs permet à l’employeur d'embaucher des adolescents dans le travail de nuit et comme le dispose notamment l'article 6,  le Roi peut autoriser l'emploi des ados âgés de 14 ans et des femmes âgé de plus de 16 ans et moins de 21 ans, après 9 heures du soir. L'article 9 de loi prévoit que les filles et femmes âgées de moins de 21 ans ne peuvent pas travailler dans les travaux souterrains à partir du 1er janvier 1892.  

## Conséquences
Ladite loi s’apparente à une forme de discrimination sur l’idée d’inégalié entre les sexes qui suscite des réactions et Jules Bara verra une atteinte au droit naturel de la femme, au principe d’égalité et à la liberté de disposer de son travail. 
Par l’adoption de la loi du 13 décembre 1889, s’est développé de nombreuses résistances tel que la conférence internationale se tenant à Berne en 1905 dont l’objectif étant d'améliorer les conditions de travail, aboutit notamment à la conclusion de la Convention de Berne de 1906. Cette convention de Berne interdit le travail de nuit des femmes sans faire de distinction d’âge dans les établissements industriels occupant plus de 10 travailleurs.  
Ainsi, sous la pression des féministes, l’égalisation des situations se réalisera progressivement mais en ayant toujours un léger avantage pour les hommes. 

## Critiques adressées à la loi
Tout d’abord, il est reproché à la loi du 13 décembre 1889 de ne pas être suffisamment claire, quant à la distinction des ateliers industriels non-soumis à la loi même. 
Ensuite, cette loi ne s’applique  malheureusement pas à tous les établissements. En effet, les inspecteurs du travail constate, lors d’une visite en vertu de la loi du 17 juillet 1905 sur le repos du dimanche, que les abus de travail ont eu des conséquences sur les enfants ainsi que le salaire misérable de la main d’œuvre.
Enfin, la loi porte très mal son titre puisqu'elle semble réglementer sur le travail des femmes et des enfants néanmoins les femmes de plus de 21 ans sont très peu représentées par cette loi, et elles n'ont aucune protection et il y a très peu d'éléments à leur sujet. Cette loi est faite particulièrement pour le travail des enfants. 